# Jan Euzebiusz Czaykowski
Jan Euzebiusz Czaykowski, též Czajkowski (15. prosince 1811 Stanislavov – 23. února 1897 Lvov), byl rakouský právník a politik polské národnosti z Haliče, v 2. polovině 19. století poslanec Říšské rady.

## Biografie
V roce 1833 absolvoval práva na Lvovské univerzitě a získal zde titul doktora práv. V letech 1833–1839 pracoval na haličské komorní prokuratuře jako úředník, koncipista. V roce 1840 byl jmenován zemským a soudním advokátem ve Lvově. V této profesi působil ještě v 60. letech 19. století. Působil také jako právní zkušební komisař pro státní úředníky a náměstek ředitele haličské spořitelny. Jako významný právník byl opakovaně účasten v státních poradních komisích. V dubnu 1848 byl povolán do Vídně a podílel se na činnosti dolnorakouského stavovského kolegia pro přípravu ústavy. V březnu 1850 pak opětovně odešel do Vídně, tentokrát pro poradenství na ministerstvu vnitra pro otázku budoucího obecního statutu města Lvov. V roce 1858 byl členem komise pro vypracování reformy občanského soudního řízení. V období let 1859–1860 zasedal v zemské komisi pro přípravu některých zákonů. V roce 1850 získal Zlatý záslužný kříž a roku 1860 Řád železné koruny.
Byl aktivní i politicky. V roce 1861 byl zvolen na Haličský zemský sněm za kurii velkostatkářskou v obvodu Žovkva. V roce 1867 zde mandát obhájil. Zemský sněm ho následně roku 1867 zvolil i do Říšské rady (tehdy ještě volené nepřímo) za kurii venkovských obcí v Haliči. 31. března 1870 rezignoval v rámci hromadné rezignace polských poslanců na protest proti ústavnímu směřování státu. Znovu ho zemský sněm do vídeňského parlamentu delegoval roku 1872, za kurii velkostatkářskou. Složil slib 13. ledna 1872, práce Říšské rady se ovšem neúčastnil a jeho mandát byl 21. dubna 1873 prohlášen pro absenci za zaniklý. Uspěl i v přímých volbách roku 1874, znovu za kurii velkostatkářskou v Haliči. Slib složil 2. prosince 1874.
V roce 1895 se stal členem Panské sněmovny (horní, jmenovaná komora Říšské rady). Tehdy je uváděn jako prezident advokátní komory ve Lvově.